# Busan-myeon
Busan-myeon (koreanska: 부산면) är en socken i kommunen Jangheung-gun i provinsen Södra Jeolla i
den södra delen av Sydkorea, 315 km söder om huvudstaden Seoul.